# Scherma ai I Giochi mondiali militari
Il torneo di scherma dei I Giochi mondiali militari ("Fencing at the 1995 World Military Games") si è svolto a Roma in Italia dal 7 all'11 settembre 1995.
Nel fioretto, si sono aggiudicati i titoli di campione dei I Giochi mondiali militari il russo Il'gar Mamedov, che ha battuto in finale il cinese Ye Chong, e l'italiana Francesca Bortolozzi che ha avuto la meglio sulla tedesca Monika Weber.
Nella spada l'italiano Sandro Cuomo ha battuto in finale il bielorusso Vital' Zacharaŭ, mentre tra le donne la francese Pernette Osinga ha superato la cinese Jing Yan.
Nella sciabola il russo Grigorij Kirienko prevale sul connazionale Stanislav Pozdnjakov.
Nelle competizioni a squadre maschili, la nazionale cinese ha prevalso nella finale del fioretto contro la Polonia, mentre la compagine russa ha vinto nella spada contro la formazione italiana, ed infine la nazionale russa ha avuto la meglio sull compagine francese nella sciabola.
Nelle competizioni a squadre femminili, la nazionale russa ha prevalso nella finale del fioretto contro la Romania, mentre la Cina ha vinto nella spada contro la formazione russa.

## Podi

### Uomini
| Evento                          | Oro                                                              | Argento                                                       | Bronzo                                                        |
| Fioretto individuale (dettagli) | Il'gar Mamedov                                                   | Ye Chong                                                      | Piotr Kiełpikowski                                            |
| Sciabola individuale (dettagli) | Grigorij Kirienko                                                | Stanislav Pozdnjakov                                          | Aleksandr Chirchow                                            |
| Spada individuale (dettagli)    | Sandro Cuomo                                                     | Vital' Zacharaŭ                                               | Valerij Zacharevič                                            |
| Fioretto a squadre (dettagli)   | Cina Ye Chong Wang Haibin Dong Zhaozhi                           | Polonia Krzysztof Zurawski Piotr Kielpikowski Adam Krzesinski | Russia Dmitrij Ševčenko Il'gar Mamedov Anvar Ibragimov        |
| Sciabola a squadre (dettagli)   | Russia Grigorij Kirienko Stanislav Pozdnjakov Aleksandr Chirchow | Francia Mathieu Gourdain Gael Touya Cédric Séguin             | Polonia Robert Koscielniakowski Jaroslaw Kisiel Marcin Sobala |
| Spada a squadre (dettagli)      | Russia Valerij Zacharevič Pavel Kolobkov Aleksandr Czernychow    | Italia Sandro Cuomo Angelo Mazzoni Stefano Pantano            | Bielorussia Vital' Zacharaŭ Andrei Murashko -                 |

### Donne
| Evento                          | Oro                                                                  | Argento                                                          | Bronzo                                                 |
| Fioretto individuale (dettagli) | Francesca Bortolozzi                                                 | Monika Weber                                                     | Ol'ga Veličko                                          |
| Spada individuale (dettagli)    | Pernette Osinga                                                      | Jing Yan                                                         | Yang Shaoqi                                            |
| Fioretto a squadre (dettagli)   | Russia Olga Charkova Ol'ga Veličko Svetlana Bojko Inessa Lassovskaja | Romania Roxana Scarlat Laura Badea-Cârlescu Claudia Vanta        | Cina Jun Liang Wei Wei Chen Aihua Xiao                 |
| Spada a squadre (dettagli)      | Cina Liang Qin Jing Yan Yang Shaoqi                                  | Russia Ekaterina Lebedeva-Gorskaja Madina Ramonova Olga Tarasova | Ucraina Natalia Czysinskaia Alla Mironuk Lilia Ivashko |

## Medagliere
| Pos.   | Nazione     | Oro | Argento | Bronzo | Totale |
| ------ | ----------- | --- | ------- | ------ | ------ |
| 1      | Russia      | 5   | 2       | 4      | 11     |
| 2      | Cina        | 2   | 2       | 2      | 6      |
| 3      | Italia      | 2   | 1       | 0      | 3      |
| 4      | Francia     | 1   | 1       | 0      | 2      |
| 5      | Polonia     | 0   | 1       | 2      | 3      |
| 6      | Bielorussia | 0   | 1       | 1      | 2      |
| 7      | Germania    | 0   | 1       | 0      | 1      |
| 7      | Romania     | 0   | 1       | 0      | 1      |
| 9      | Ucraina     | 0   | 0       | 1      | 1      |
| Totale | Totale      | 10  | 10      | 10     | 30     |